# Istanbul (gioco)
Istanbul è un gioco in stile tedesco ideato da Rüdiger Dorn in cui lo scopo è accumulare rubini rossi. Per vincere bisogna accumularne 5.
Il gioco ha vinto nel 2014 il prestigioso premio "Kennerspiel des Jahres" (miglior Gioco per "Esperti").